# 卡迪·B
贝尔卡莉丝·马伦妮丝·阿尔曼萨尔（英語：Belcalis Marlenis Almánzar，1992年10月11日—），藝名卡蒂·B（英語：Cardi B），是一名美國饒舌、詞曲作家、歌手、演員及電視名人。出生于美国纽约市布朗克斯。卡蒂·B的知名度起初是透过社交媒體上关于她的照片及影片在Vine上廣為流傳以及宣稱曾經做过脱衣舞娘的言論打响。她是Instagram上的网络红人。从2015年到2017年，她一直出演VH1的真人秀节目“Love&Hip-Hop: New York”。同期，她还推出过两张混音带。

## 早期生活
卡蒂·B於1992年10月11日出生於紐約州紐約市。父親是多明尼加人，母親是千里達及托巴哥人。在南布朗克斯的海布里奇附近長大，並在她祖母的家中度過了很多時間，她有一個妹妹Hennessy Carolina，出生於1995年。她從16歲起曾是血幫幫派成員，並表示她不會鼓勵其他人加入幫派。她就讀於赫伯特·H·雷曼高中校園的職業高中文藝復興音樂劇與技術高中。
在她十幾歲的時候，Cardi B在翠貝卡的一家熟食店工作，其後被解雇，她的經理建議她去對面一家脫衣舞俱樂部任職脫衣舞孃，曾說過成為一名脫衣舞孃在很多方面對她的生活都是積極的：「這真的讓我擺脫了很多事情。當我開始脫衣舞時，我回到了學校。」她曾表示，她成為脫衣舞孃是為了擺脫貧困和家庭暴力，在被母親趕出家後，當時處於虐待關係中，脫衣舞是她掙到足夠的錢來擺脫困境和接受教育的唯一途徑。在最終輟學之前，她曾就讀於曼哈頓社區學院。在做脫衣舞孃時，對她的母親撒謊，謊稱是靠照看孩子賺錢的。
2013 年，由於她的幾個影片在社交媒體、Vine和她的Instagram頁面上傳播，她開始獲得知名度。

## 音乐生涯

卡蒂·B于官方网站的logo

自2017年与大西洋唱片签约以来，她的《Bodak Yellow》和《I Like It》两首单曲曾排上《告示牌》百强单曲榜首位。前一首讓她成為自1998年的劳伦·希尔以來，第二位憑藉單曲成為榜首的女性饒舌歌手，加上第二支上頭位，更成為首位有多支頭位上榜歌曲的女性饒舌歌手。2019年葛萊美獎獲得最佳饒舌專輯獎，是此獎首次女性獲獎，打破了61年葛萊美都是男性饒舌歌手獲獎的紀錄。
2018年年底，卡蒂·B發布了單曲《MONEY》，並於12月底發布其MV，目前已在YouTube上累積了1億多的聽眾量。2019年初，二度與布鲁诺·马尔斯合作發布單曲《Please Me》，在告示牌百强单曲榜拿到第三名的成績，後來所發布的音樂MV也有高點閱率，以兩個月的時間突破2億的觀看次數。
2018年，卡迪·B與老公Offset誕下一女，名為Kulture。
2020年8月，卡蒂·B發佈了由另一位女饒舌歌手梅根·西·斯塔莉安客串的單曲《濕濕小可愛》（WAP），作為她即將發行的第二張錄音室專輯的主打歌。该曲最高登至《告示牌》百强单曲榜第一名，這是她第四次單曲登上榜首。
2021年3月，卡迪•B發佈了單曲“Up”這是她第五首單曲登上告示牌百強單曲榜首。

## 廣告
2020年，卡蒂·B接下了知名網路遊戲Coin Master的企業宣傳廣告，於Coin Master官方網站、社群網站、YouTube與部分地區有線電視頻道中播出。